# Plava voda
Plava voda je veliki izvor i oko 350 metara dug vodotok u Travniku čija je jedna od najvećih turističkih atrakcija.
Izvorište se nalazi u podnožju Vlašića u neposrednoj blizini Travničke tvrđave, u predjelu Šumeće. Ulijeva se u Lašvu, pritoku Bosne. Porječje Plave vode obuhvaća oko 80 km2 uglavnom krškog terena. Za vrijeme visokih voda se izlijeva i preko povremenog izvora Hendek koji se nalazi na višoj nadmorskoj visini dok se stalni izvor Bašbunar nalazi na još znatnijoj nadmorskoj visini i neovisan je od visokih voda. Prosječna izdašnost izvorišta Plava voda je oko 2 m3/s.
Izvorište Plava voda nastalo je na tektonskim pomjeranja na mjestu dodira klastita i metamorfita permotrijaske starosti te karbonata trijaske i jurske starosti. Na područje izvorišta vode dotječu duž tektonske zone smjerom sjever-jug.
Vodom s Plave vode se opskrbljuje grad Travnik i njegova neposredna okolica, a u planu je izgradnja regionalnog vodovodnog sustava kojim bi se osim Travnika vodom opskrbljivale općine Novi Travnik, Vitez, Busovača i Zenica. Nizvodno od izvora nalazi se brana koja je služila za vodozahvat male hidroelektrane koja je radila u prvoj polovici 20. stoljeća.

## Vanjske poveznice
|  | Zajednički poslužitelj ima još gradiva o temi Plava voda |